# Natalia Zueva
Pour les articles homonymes, voir Zouïeva.
Natalia Zueva (en russe : Наталья Владимировна Зуева, Natalia Vladimirovna Zouïeva), née le 10 octobre 1988 à Belgorod, est une gymnaste rythmique russe.

## Biographie
Natalia Zueva remporte aux Jeux olympiques d'été de 2008 à Pékin la médaille d'or par équipe avec Margarita Aliychuk, Tatiana Gorbunova, Elena Posevina, Anna Gavrilenko et Daria Shkurikhina.

## Palmarès

### Jeux olympiques
- Pékin 2008
  -  médaille d'or par équipe.